# Noctuoidea
Noctuoidea je nadfamilija noktuida (latinski „noćnih sova”) ili „sovastih” moljaca, koja sadrži više od 70.000 opisanih vrsta, najveći broj među svim Lepidopteranskim nadfamilijama. Njena klasifikacija još uvek nije dostigla zadovoljavajuće stabilno stanje. Od kraja 20. veka, sve veća dostupnost molekularno filogenetičkih podataka za ovu veoma uspešnu radijaciju je dovela do nekoliko konkurentskih predloga za taksonomsko uređenje koje bi tačno predstavilo odnose između glavnih linija.
Ukratko, neslaganje je vezano za činjenicu da stari tretmani (koji nisu mogli da ostvare opšti konsenzus) različitost nekih grupa, kao što su Arctiidae ili Lymantriidae, prekomerno naglašavaju usled njihovog karakterističnog izgleda, dok su neke manje izučene linije koje su konvencionalno smatrane da su Noctuidae, zapravo sasvim različite. Neophodno je preuređivanje bar kasnije familije.

## Beleške
1. ↑  Imaga ovih leptira lete noću, prilagođeni su noćnom načinu života.

## Literatura
- Fibiger, M., 2008. Revision of the Micronoctuidae (Lepidoptera: Noctuoidea). Part 2, Taxonomy of the Belluliinae, Magninae, and Parachrostiinae. Zootaxa 1867: 1–136. (abstract)
- Hacker, H.H. & Zilli, A (2007). „Esperiana Buchreihe zur Entomologie”. Memoir: 179—246. Архивирано из оригинала 23. 7. 2011. г.
- Kitching, I.J. & Rawlins, J.E., 1999. The Noctuoidea. In: Lepidoptera, Moths and Butterflies, Volume 1: Evolution, Systematics, and Biogeography, ed. N. P.Kristensen. стр. 355-401. Walter de Gruyter, Berlin.
- Lafontaine, J. Donald; Fibiger, Michael (2006). „Revised higher classification of the Noctuoidea (Lepidoptera)”. Canadian Entomologist. 138 (5): 610—635. doi:10.4039/n06-012.
- Lafontaine, J.D. & Schmidt, C., 2010. Annotated check list of the Noctuoidea (Insecta, Lepidoptera) of North America north of Mexico. „PenSoftOnline”. ZooKeys (40): 1—239. 2010. Архивирано из оригинала 3. 7. 2010. г..
- O'Toole, C. (ed.) (2002). Firefly Encyclopedia of Insects and Spiders. Firefly Books. ISBN 978-1-55297-612-8.
- Zahiri, R., Kitching, I.J., Lafontaine, J.D., Mutanen, M., Kaila, L., Holloway, J.D. & Wahlberg, N (2010). „A new molecular phylogeny offers hope for a stable family-level classification of the Noctuoidea (Insecta: Lepidoptera)”. Zoologica Scripta. 40: 158—173. doi:10.1111/j.1463-6409.2010.00459.x.

## Spoljašnje veze
- „”. Архивирано из оригинала 29. 7. 2010. г.